# Clerodendrum bungei
Clerodendrum bungei är en kransblommig växtart som beskrevs av Ernst Gottlieb von Steudel. Clerodendrum bungei ingår i släktet Clerodendrum och familjen kransblommiga växter. Inga underarter finns listade i Catalogue of Life.

## Bildgalleri

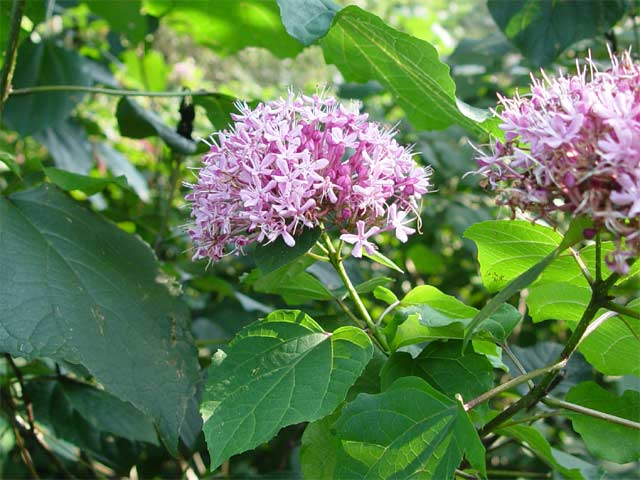
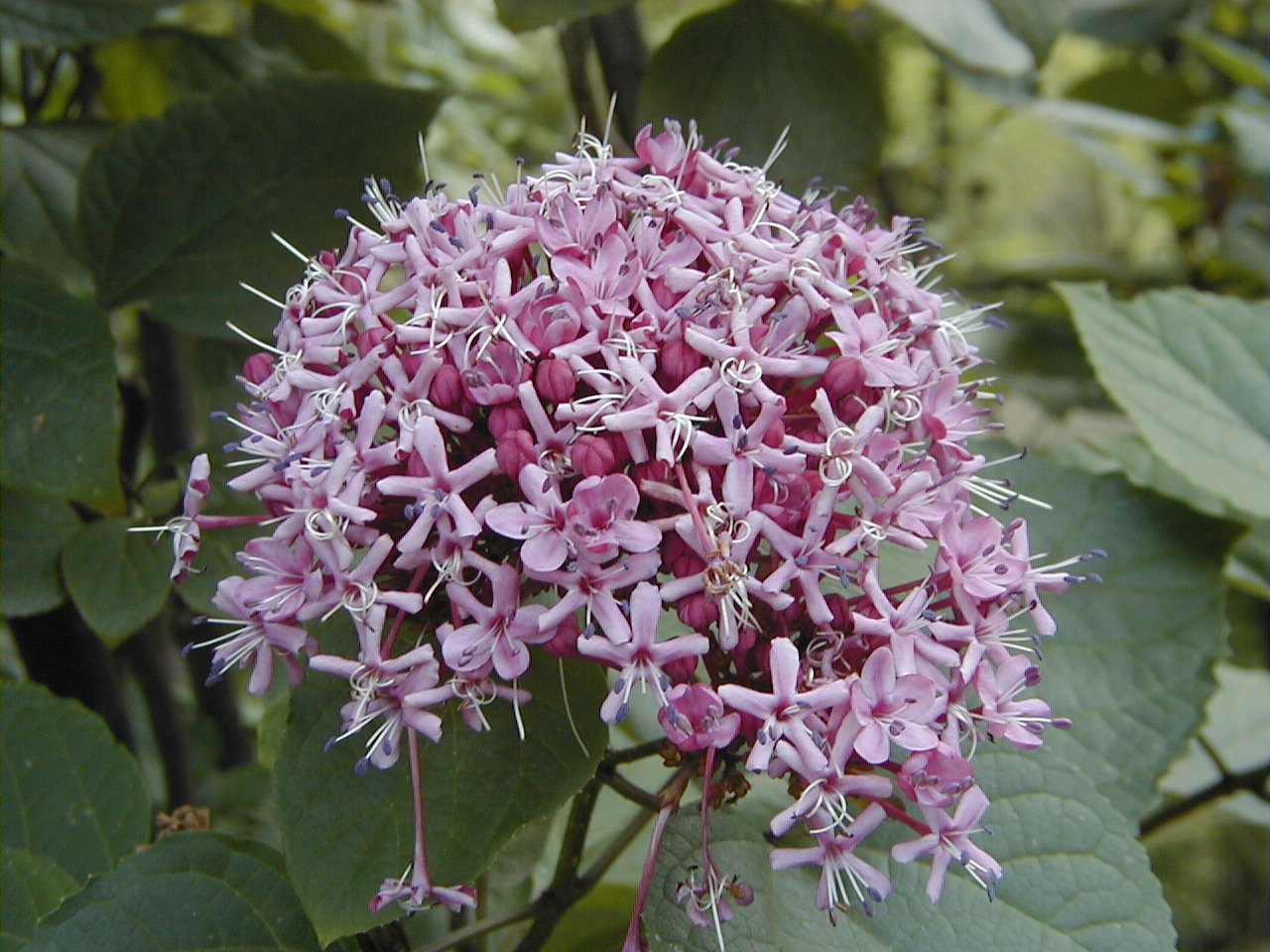
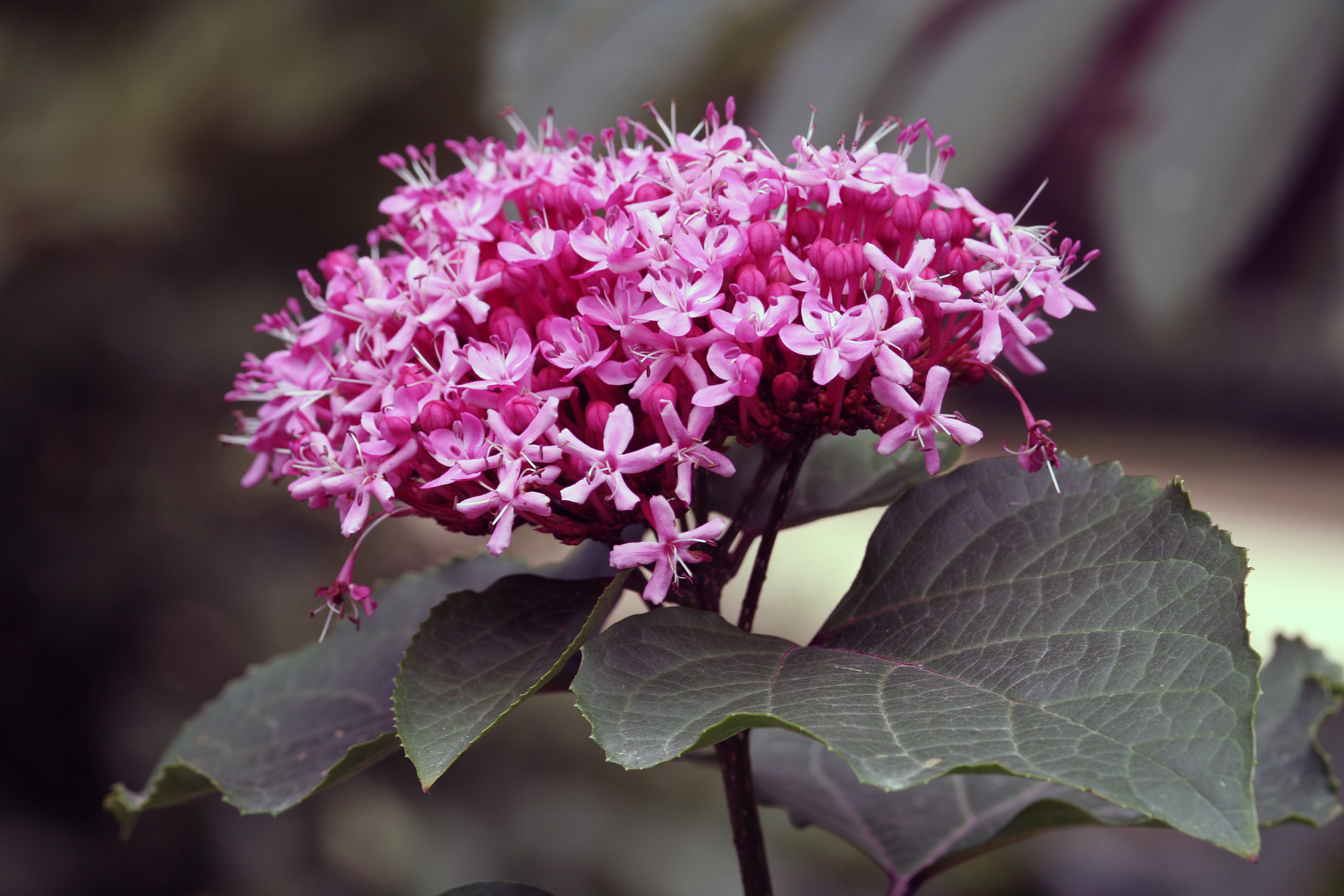
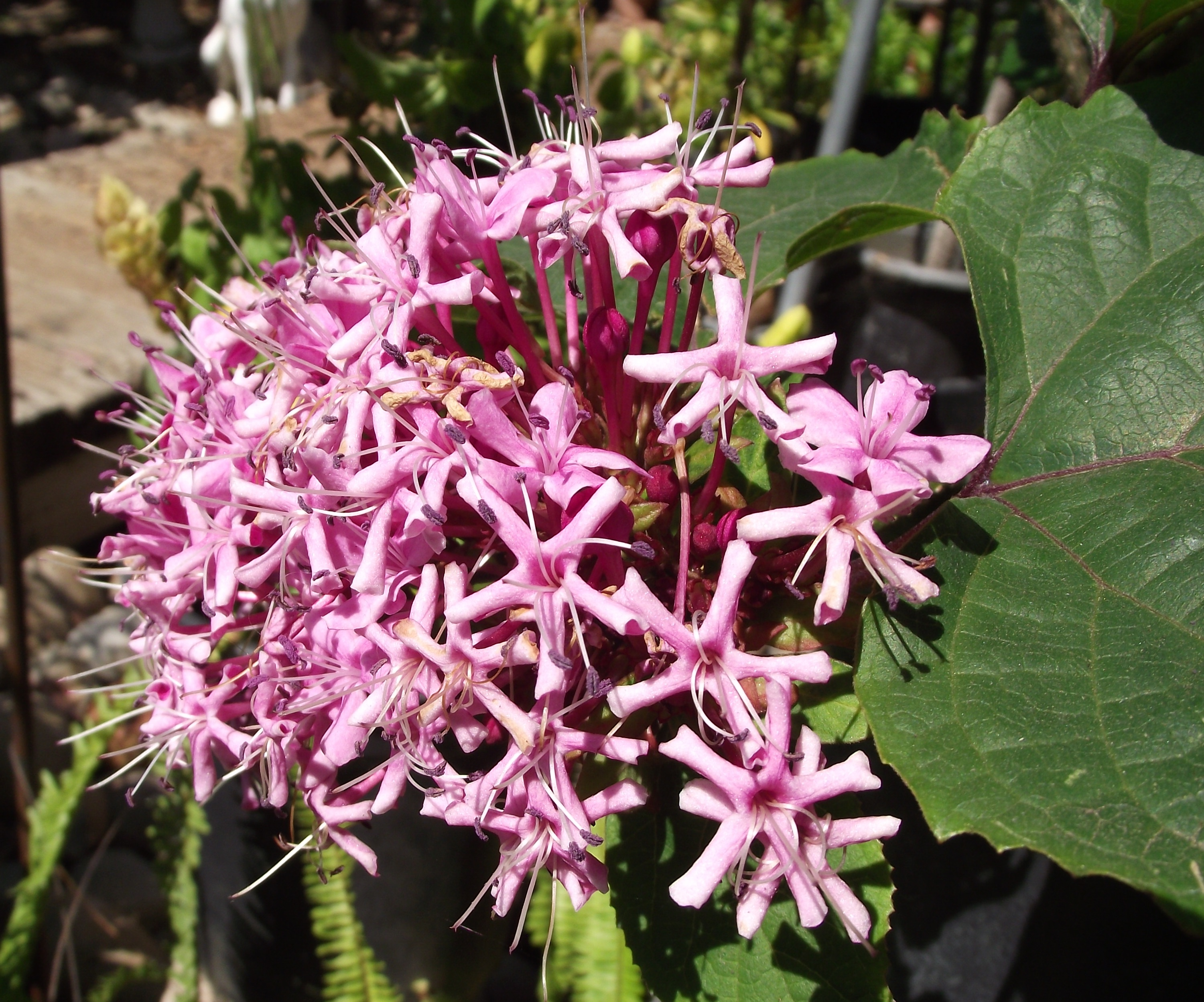